# Svínavatnshæðir
Svínavatnshæðir är en kulle i republiken Island. Den ligger i regionen Norðurland vestra, 150 km nordost om huvudstaden Reykjavík. Toppen på Svínavatnshæðir är 565 meter över havet.
Trakten runt Svínavatnshæðir är nära nog obefolkad, med mindre än två invånare per kvadratkilometer. Det finns inga samhällen i närheten. Trakten runt Svínavatnshæðir består i huvudsak av gräsmarker.